# Jørgen Petersen (håndboldspiller)
 Der er flere personer med dette navn, se Jørgen Petersen.
Jørgen Petersen (15. november 1944 i København – 17. november 2011) var en dansk håndboldspiller.
Jørgen Petersen blev opfostret af den senere landstræner Hans Jensen i HG, og debuterede på landsholdet som 19-årig den 11. december 1963. I alt opnåede han at spille 68 landskampe og score 268 mål. Paradoksalt nok var han ikke med til at vinde de historiske sølvmedaljer ved VM i Sverige i 1967.
Jørgen Petersen døde i 2011 af en svulst i hjernen, han blev 67 år.